# 斯科特·考顿
斯科特·考顿（英語：Scott Cawthon，1978年—）是一名美国独立电子游戏设计师、开发者、动画师兼作家，同时也是佛萊迪的五夜驚魂系列的创作家。 除了佛萊迪的五夜驚魂系列以外，考顿也曾经开发了其他儿童游戏，像是《松鼠父子的伐木公司》、《荒凉的希望》以及《这里没有暂停按钮！》。他也曾经创作了一些象征基督教的动画，例如《圣诞旅程》和《天路历程》等。他所制作的游戏（包括佛萊迪的五夜驚魂）皆使用3ds Max以及Clickteam Fusion 2.5来开发。

## 个人生活
斯科特·考顿在美国出生，之后就在那里长大。他居住在德克萨斯州的萨拉多，与妻子和小孩住在一起。他有着基督徒的信仰，之前也是“希望动画制作组”的一部分，该制作组是一个以基督徒的教义和价值为基础制作动画影片的一个组织。

## 职业生涯

### 玩具熊的五夜后宫诞生之前
斯科特在1990年代开始进行游戏设计和动画制作（准确时间未知）。一位名为刘易斯·道金斯（网名Dawko）的YouTube游戏实况主在2017年9月16日直播了实况，而当时戈晃将他有史以来制作的第一款游戏《多尔法斯》一同给他的捐款发送给他。这是他还是小孩的时候制作出来的游戏。他首个正式游戏在2000年代早期开始发展，其中一个最早得知的是《RPG最大值》，在2002年发布。他之后加入了“希望动画制作组”，他在那里开始给小孩制作象征基督徒的动画。
在2007年3月19日，斯科特在他的YouTube频道发布了《天路历程》的第一集（总共8集）。这个动画是在复述着约翰·班杨的同名小说。在制作了《天路历程》后，戈晃也开发了数个游戏，包括《坐下生存》、《松鼠父子的伐木公司》以及《荒凉的希望》。其中一些游戏也被注册到Steam青睐之光中。在《荒凉的希望》还在制作时，一些游戏（尤其是《松鼠父子的伐木公司》）被杰出的鉴定家重度批评游戏中的角色在移动和互动时变得像是机械玩偶一样，使游戏变得诡异恐怖。斯科特当初已气馁，几乎到了打算完全停止制作游戏的地步，斯科特突然决定将这些批评变成特点，《玩具熊的五夜后宫》就此诞生。

### 玩具熊的五夜后宫诞生之后
在2014年7月24日，斯科特将《玩具熊的五夜后宫》注册到Indie DB，在那里这个游戏就已经获得了大量的知名度。他在2014年8月13日将游戏发布到Desura，并在2014年6月13日将其注册到Steam青睐之光，在2014年8月18日被接受。预告片在注册后很快于2014年6月14日就释出，并在2014年7月24日发布了一个试玩版。在8月8日，游戏成功发布之后，游戏以$4.99的价格发布到了Steam上。这个游戏之后被鉴定家给予了好评，并成为了YouTube实况主其中一个最常游玩的电子游戏。史葛·戈晃之后开始制作玩具熊的五夜后宫的续作。
在《玩具熊的五夜后宫2》发布后，戈晃将他官网里的所有资讯都移除掉，并留下了一张写着“离线”（Offline）的图片。网站开始出现多个《玩具熊的五夜后宫3》的预告图，并在2015年3月2日正式发布了该游戏。在2015年7月，斯科特发布了玩具熊的五夜后宫系列的第四作，并在2015年10月31日发布了额外的“万圣节”更新。
华纳兄弟影业在2015年4月宣布他们获得了拍摄玩具熊的五夜后宫电影的权利。罗伊·李、戴维·凯策伯格和賽斯·葛雷恩·史密斯将会负责制作这部电影。葛雷恩·史密斯表示他们会和斯科特一起合作“拍出一部疯狂、恐怖和奇怪地可爱的电影。”在2015年7月，吉爾·柯南簽訂執導本作的合約并和泰勒·布頓·史密斯聯合撰寫。
在2015年12月，斯科特·考顿预告了他的第一本小说《玩具熊的五夜后宫：未说出的故事》，之后很快就重命名为《玩具熊的五夜后宫：银之眼》。这本书在2015年12月17日以Kindle电子书的形式发售；平装书形式的版本也在之后开始发售。根据戈晃，这本书提早发售（当时提早了一天）只是因为亚马逊网站的一些失误。
在2016年6月24日，斯科特也宣布他已经和学乐集团做了出版三本书的交易，而第一本书将会在当年10月出版，而第二和第三本则会分别在2017年和2018年出版发售。
在2015年9月15日，斯科特宣布了新RPG游戏的开发，命名为《玩具熊的五夜世界》。这个游戏并非恐怖生存游戏，而是仿效RPG游戏的风格。其在2016年1月21日发布。四天后，斯科特把它给下架，表示对结果很不满意，并在2月8日在Game Jolt发布了改进的免费版本。
在2016年5月21日，斯科特发布了《玩具熊的五夜后宫：姊妹地点篇》的预告片，片中出现了小丑般的机械玩偶、模仿芭蕾舞者的机械玩偶，以及长相不一样的霍斯和佛莱迪。游戏在2016年10月7日发布，并获得了不错的好评。戈晃之后在12月2日发布了自定义夜晚的更新，之后也增加了“黄金佛莱迪模式”。
在2017年1月，斯科特表示因“总的来说在电影产业中出现了一些问题”，电影“遇到了一些展延和障碍”而已经“回到了起点”，但他保证“这次会从第一天开始涉入这个电影，而那对我来说是非常重要的。我想要这个电影能够成为我期望粉丝们看到的。”在2017年3月，斯科特在推特发布了一张在布倫屋製片公司的图片，暗示电影有了新的制作公司。在2017年5月，制片人傑森·布倫确认了新闻，表示他很期待和斯科特一起合作制作电影。在2017年6月，吉爾·柯南也表示他在华纳兄弟影业转让制片权利后再也没有导演这部玩具熊的五夜后宫电影了。
在2017年6月27日，斯科特的第二本小说《玩具熊的五夜后宫：扭曲的事物》开始发售。这是《银之眼》的续作，其故事中包括了主角查莉尝试攻克银之眼发生的事情时，发现自己“回到了她爸爸那恐怖的创造物的世界”。在2017年8月29日，斯科特发布了他第一本官方玩具熊的五夜后宫指南，命名为《玩具熊的五夜后宫：佛莱迪文件》。书中包括了角色资料、彩蛋、游戏玩法的提示，以及系列诞生出来的推理。
2017年12月6日，斯科特·考顿表示他不想要一整年都没有发行任何一款游戏，于是发布了《费斯熊佛莱迪的披萨餐厅模拟器》。这游戏原先看起来是普通的欢乐小游戏，但之后发现其实是游戏系列的第六作。在2017年12月26日，斯科特发售了另一本名为《玩具熊的五夜后宫：生存日志》的儿童书籍。书中包含了一些谜题、拼图、活动等的互动式内容，但同时书中也含有大量从未见过的秘密，像是这本书起初是由麦可所拥有这样的神秘细节。
2018年2月16日，他宣布以后将会和其他开发公司合作开发游戏，而为了给游戏系列一个暂时的结尾，史葛·戈晃于6月27日发布了《终极自定义夜晚》，集合了前作50只机械玩偶，任由玩家挑选并调整难度。同时在6月26日，斯科特·考顿发售了小说系列的第三作兼最终作《玩具熊的五夜后宫：第四个衣柜》，总结了故事的谜团。
2021年6月17日，史考特·考森宣布退休

## 影片
| 中文译名                     | 原名                                               | 发售年份 |
| ---------------------------- | -------------------------------------------------- | -------- |
| 学院轮盘                     | College Wheels                                     | 1995     |
| 鸟之村                       | Birdvillage                                        | 2001     |
| 鸟之村：比克的度假           | Birdvillage: Beak's Vacation                       | 2001     |
| 鸟之村：比克的雪球战斗       | Birdvillage: Beak's Snowball Fight                 | 2001     |
| 鸟之村：第二鸟巢             | Birdvillage: Second Nest                           | 2002     |
| 蘑菇蜗牛的故事               | A Mushsnail Tale                                   | 2003     |
| 回到蘑菇蜗牛：雪米尔的传奇   | Return To Mushsnail: The Legend of The Snowmill    | 2004     |
| 诺亚方舟：圣经洪水的故事     | Noah's Ark: Story of The Biblical Flood            | 2004     |
| 天路历程                     | The Pilgrim's Progress                             | 2005     |
| 圣诞旅程：关于上帝给予的祝福 | A Christmas Journey: About the Blessings God Gives | 2006     |
| 圣诞标志                     | Chiristmas Symbols                                 | 2006     |
| 圣经戏剧系列                 | Bible Plays series                                 | 2010     |
| 摇滚学习                     | Rock 'N learn                                      | 2010     |
| 耶稣孩子的社团系列           | The Jesus Kids' Club series                        | 2010     |

## 电子游戏
| 中文译名                     | 游戏标题                                     | 发布日期/年份（部分为估计） |
| ---------------------------- | -------------------------------------------- | --------------------------- |
| 多尔法斯                     | Doofas                                       | 未确认                      |
| RPG最大值                    | RPG Max                                      | 2002                        |
| 布丁的祖传                   | Legacy of Flan                               | 2003                        |
| 遗失岛                       | Lost Island                                  | 2003                        |
| 艾乐马赫                     | Elemage                                      | 2003                        |
| 百万骑士                     | Mega Knight                                  | 2003                        |
| 丹克骑士                     | Dank Knight                                  | 2003                        |
| 恐龙条痕                     | Dino Stria                                   | 2003                        |
| 幽灵核心                     | Phantom Core                                 | 2003                        |
| 战争                         | War                                          | 2003                        |
| 球枪                         | Gunball                                      | 2003                        |
| 星球枪                       | Stellar Gun                                  | 2003                        |
| 查奥斯之船                   | Ships of Chaos                               | 2003                        |
| 布丁的祖传2：布丁线上        | Legacy of Flan 2: Flans Online               | 2003                        |
| 布丁的祖传3：地狱风暴        | Legacy of Flan 3: Storm of Hades             | 2003                        |
| RPG最大值2                   | RPG Max 2                                    | 2003                        |
| 布丁之村                     | Flanville                                    | 2004                        |
| 垃圾场大灾难                 | Junkyard Apocalypse                          | 2004                        |
| 月亮宠臣                     | Moon Minions                                 | 2004                        |
| 布丁之村2                    | Flanville 2                                  | 2005                        |
| 银河战士：撕裂的世界         | Metroid: Ripped Worlds                       | 2005                        |
| 白鲸的传奇                   | Legend of White Whale                        | 2005                        |
| 恰儿的任务                   | Chup's Quest                                 | 2005                        |
| 黑暗精灵齐弗里德的灾难       | The Misadventures of Sigfreid The Dark Elf   | 2006                        |
| 鲍嘉                         | Bogart                                       | 2006                        |
| 鲍嘉2：鲍嘉的回归            | Bogart 2: Return of Bogart                   | 2006                        |
| 奇怪殖民地                   | Weird Colony                                 | 2007                        |
| M.O.O.N.                     | M.O.O.N.                                     | 2007                        |
| 布丁的祖传4：布丁的反抗      | Legacy of Flan 4: Flan Rising                | 2007                        |
| 荒凉的房间                   | The Desolate Room                            | 2007                        |
| 艾芬月                       | Iffermoon                                    | 2008                        |
| 力量兽的冒险！               | The Powermon Adventure!                      | 2011                        |
| 世界末日野餐                 | Doomsday Picnic                              | 2011                        |
| 小睡鱼！                     | Slumberfish!                                 | 2011                        |
| 小睡鱼！：抓住Z              | Slumberfish!: Catching Z's                   | 2011                        |
| 种植吧                       | Cropple                                      | 2013年5月16日               |
| 使用神圣之水！               | Use Holy Water!                              | 2013年5月16日               |
| 黄金银河                     | Golden Galaxy                                | 2013                        |
| 永远的探求者                 | Forever Quester                              | 2013                        |
| 水生动物老虎机               | Aquatic Critters Slots                       | 2013                        |
| 糟糕服务员小费计算机         | Bad Waiter Tip Calculator                    | 2013                        |
| 马菲雅！老虎机               | Mafia! Slot Machine                          | 2013                        |
| 白金老虎机收藏               | Platinum Slots Collection                    | 2013                        |
| 史葛的传奇老虎机             | Scott's Fantasy Slots                        | 2013                        |
| 幽灵扫描                     | Spooky Scan                                  | 2013                        |
| 维加斯传奇头奖               | Vegas Fantasy Jackpot                        | 2013                        |
| 维加斯传奇老虎机             | Vegas Fantasy Slots                          | 2013                        |
| 维加斯狂热老虎机             | Vegas Wild Slots                             | 2013                        |
| 弹跳鸭                       | Pogoduck                                     | 2014年4月4日                |
| 钻石连连看                   | Gemsa                                        | 2014年4月19日               |
| 人群中的小猫                 | Kitty in the Crowd                           | 2014年4月28日               |
| 侵入我的地牢                 | Pimp My Dungeon                              | 2014                        |
| 20个没用的应用程序           | 20 Useless Apps                              | 2014                        |
| 放屁旅店                     | Fart Hotel                                   | 2014                        |
| 8位元RPG创作师               | 8-Bit RPG Creator                            | 2014                        |
| 贝壳粉碎                     | Shell Shatter                                | 2014                        |
| 胖胖跨栏                     | Chubby Hurdles                               | 2014                        |
| 坐下生存                     | Sit 'N Survive                               | 2014                        |
| 圣经故事老虎机               | Bible Story Slots                            | 2014                        |
| 黑暗棱镜                     | Dark Prisms                                  | 2014                        |
| 夏威夷头奖                   | Hawaiian Jackpots                            | 2014                        |
| 特大老虎机收藏               | Jumbo Slots Collection                       | 2014                        |
| 万能老虎机收藏               | Magnum Slots Collection                      | 2014                        |
| V.I.P林地俱乐部              | V.I.P. Woodland Casino                       | 2014                        |
| 战士法师吟游诗人             | Fighter Mage Bard                            | 2014                        |
| 这里没有暂停按钮！           | There Is No Pause Button!                    | 2014                        |
| 暴怒退出                     | Rage Quit                                    | 2014                        |
| 松鼠父子的伐木公司           | Chipper and Sons Lumber Co.                  | 2014                        |
| 荒凉的希望                   | The Desolate Hope                            | 2014                        |
| 玩具熊的五夜后宫             | Five Nights at Freddy's                      | 2014年8月8日                |
| 玩具熊的五夜后宫2            | Five Nights at Freddy's 2                    | 2014年11月10日              |
| 玩具熊的五夜后宫3            | Five Nights at Freddy's 3                    | 2015年3月2日                |
| 玩具熊的五夜后宫4            | Five Nights at Freddy's 4                    | 2015年7月3日                |
| 玩具熊的五夜世界             | FNaF World                                   | 2016年1月21日               |
| 玩具熊的五夜后宫：姊妹地点篇 | Five Nights at Freddy's: Sister Location     | 2016年10月7日               |
| 费斯熊佛莱迪的披萨餐厅模拟器 | Freddy Fazbear's Pizzeria Simulator          | 2017年12月6日               |
| 終極自定義夜晚               | Ultimate Custom Night                        | 2018年6月27日               |
| 玩具熊的五夜後宮VR：徵求協助 | Five Nights at Freddy's VR: Help Wanted      | 2019年4月30日               |
| 玩具熊的五夜後宮AR：特別快遞 | Five Nights at Freddy's AR: Special Delivery | 2019年11月25日              |
| 玩具熊的五夜後宮：安全漏洞   | Five Nights at Freddy's: Security Breach     | 2021年12月16日              |

## 书籍
在玩具熊的五夜后宫系列推出了第四作后，斯科特·考顿开始和琪拉·布里德·鲁依斯莉（Kira Breed-Wrisley）合作进行小说写作。自2017年起，斯科特也开始写作其他类型的书籍，像是游戏攻略指南和儿童活动书。
- 玩具熊的五夜后宫：银之眼（2015）
- 玩具熊的五夜后宫：扭曲的事物（2017）
- 玩具熊的五夜后宫：佛莱迪文件（2017）
- 玩具熊的五夜后宫：生存日志（2017）
- 玩具熊的五夜后宫：第四个衣柜（2018）